# Chiesina Uzzanese
Chiesina Uzzanese /'kie'ziːna uʦːa'neze/ je italská obec v toskánské provincii Pistoia, 50 km severozápadně od Florencie. Obec má rozlohu 7 km² a zhruba 4000 obyvatel.

## Vývoj počtu obyvatel
Počet obyvatel